# Gildo Pallanca Pastor
Gildo Pallanca Pastor, född 1 april 1967 i Monaco, är en monegaskisk företagsledare och diplomat. Han är ägare och VD för biltillverkaren Venturi Automobiles. Han är också tillsammans med den amerikanska skådespelaren Leonardo DiCaprio delägare i racingstallet Venturi Grand Prix som tävlar i Formel E. Pastor blev 2015 utsedd som Monacos generalkonsul i USA med placering i New York i New York.
Han avlade en kandidatexamen i byggnadskonstruktion vid Massachusetts Institute of Technology (MIT) samt examen i både juridik och nationalekonomi i Frankrike respektive Italien.
Pastors privata förmögenhet är inte känd men hans mor Hélène Pastor hade 3,7 miljarder $ i förmögenhet år 2014 när hon avled efter att ha blivit utsatt för ett attentat i Nice i Frankrike. Detta hände direkt efter att hon hade besökt honom på ett sjukhus där han behandlades för en stroke. Det framkom också under förhören med en av de inblandade i attentatet att han skulle mördas vid ett annat tillfälle. Han är barnbarn till fastighetsmagnaten Gildo Pastor och systerson till Michel Pastor och Victor Pastor.